# Гриффин, Элинор
Элино́р Гри́ффин (англ. Eleanore Griffin; 29 апреля 1904, Сент-Пол, Миннесота, США — 25 июля 1995, Вудленд-Хиллз, Лос-Анджелес, Калифорния, США) — американская сценаристка. Лауреат премии «Оскар» (1939) в номинации «Лучший литературный первоисточник» за фильм «Город мальчиков» (1938).

## Биография и карьера
Элинор Гриффин родилась 29 апреля 1904 года в Сент-Поле (штат Миннесота, США).
Гриффин написала более 20 сценариев для голливудских фильмов в период с 1937 по 1964 год. Находясь в Голливуде, Гриффин время от времени боролась с алкоголизмом, что привело к временному прекращению её работы с 1948 по 1955 год.
Гриффин встречалась с коллегой-сценаристом по студии Уильямом Ранкином. Они поженились в 1937 году в Тихуане, Мексика, но из-за технических особенностей мексиканского закона никогда не были официально женаты. Этот факт был раскрыт ими, когда они решили развестись в следующем 1938 году. Они продолжили профессиональные отношения после расставания, написав вместе ещё шесть сценариев.
Гриффин скончалась в возрасте 91 года в больнице Фонда кино и телевидения в Вудленд-Хиллзе, Калифорния.